# محرر نصوص

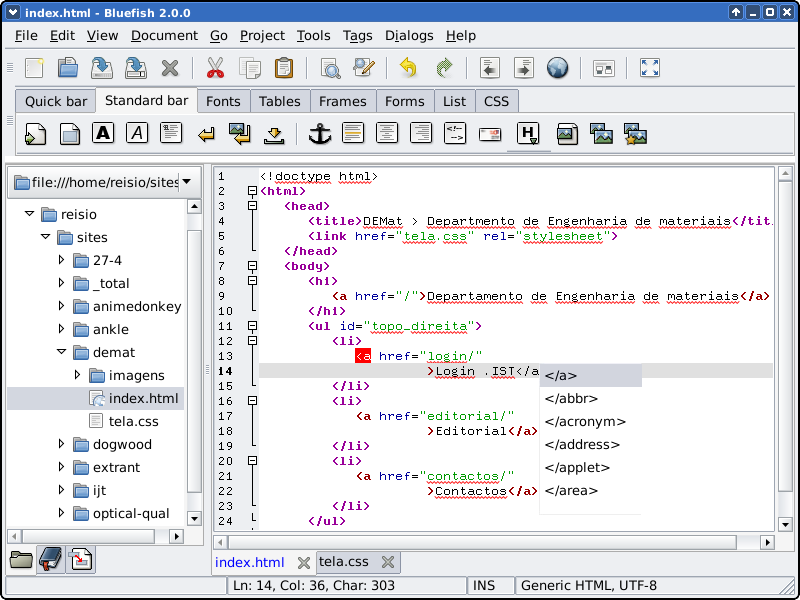
، بلوفيش

محرر النصوص هو برنامج حاسوب يستخدم لتحرير ملفات النصوص البسيطة.
يرفق محرر النصوص مع معظم أنظمة التشغيل أو مع حزم التطوير وذلك من أجل التعديل على ملفات الإعدادات أو الشيفرة المصدرية لبرنامج ما.

## محرر النصوص مقابل معالج الكلمات
هنالك فرق كبير جدا بين الملفات النصية التي يتم إنشاءها بمحرر النصوص، وبين المستندات المنشأة بواسطة معالج النصوص، مثل مايكروسوفت أوفيس، وأوبن أوفيس، وليبر أوفيس:
- محررات النصوص تُظهر النص كما هو حاليًا في الملف؛ باستثناء أحرف التحكم (مثل علامة سطر جديد) المستخدمة في الترميز.
- المستندات المنشأة بواسطة معالج النصوص يتم تخزينها بشكل عام في ملف ثنائي، ويمكن التحكم في تنسيق النص مثل تغيير نوع الخط وحجمه وشكله ولونه وإدراج صور وجداول وغيرها.
- معالجات الكلمة تستطيع تحرير ملفات النصوص البسيطة (بخلاف محررات النصوص مع المستندات)، لكن عند حفظ ملف النص البسيط لن يتمكن البرنامج من حفظ التنسيق الخاص به؛ وبالتالي لن يظهر التنسيق في ملف النص البسيط.

## أنواع محررات النصوص
بعض محررات النصوص تكون بسيطة وصغيرة، والبعض الآخر يكون معقد ويحتوي الكثير من المزايا. على سبيل المثال، يونيكس وأنظمة شبيه يونيكس تتضمن في آي، لكن العديد منها يحتوي إيماكس. في أنظمة مايكروسوفت ويندوز يأتي نوتباد البسيط جدا، لكن العديد من الأشخاص، وخصوصا المبرمجين يستخدمون العديد من محررات نصوص ويندوز التي تأتي مع مزايا أكثر. في ماكنتوش ماك أو.إس كان يوجد سمبل تكست، الذي استبدل ب تكست إيدت.
طبقة محررات النصوص لمستخدمي الحاسوب المحترفين يمكنها أن تفتح ملفات غير محدودة الحجم، بسرعة بغض النظر عن حجم الملف. محررات النصوص الأبسط لا يمكن أن تقرأ الملفات إلا في حسب حجم الذاكرة؛ الملفات الكبيرة جدا قد لا يمكن فتحها.

## أمثلة
- نوتباد، محرر نصوص يأتي مرفقا مع نظام التشغيل ويندوز.
- نوتباد++، مخصص لكتابة وتعديل الشيفرة المصدرية للبرامج، ويحتوي العديد من المميزات والتي تساعد المبرمجين على كتابة الشيفرة المصدرية.